# エドウィン・シュナイドマン

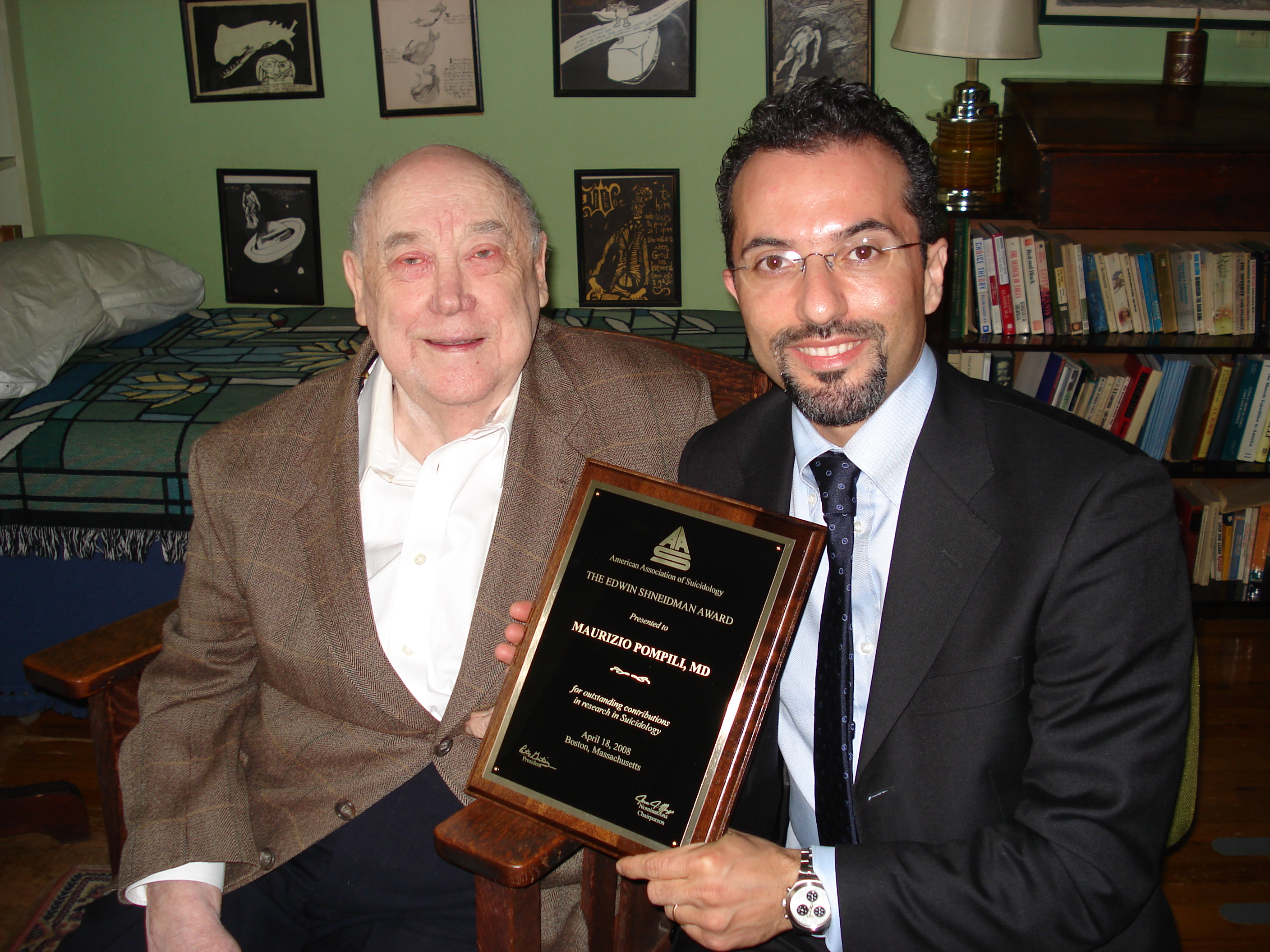
エドウィン・シュナイドマン (左) と2008年にシュナイドマン賞を受賞したモウリッツィオ・ポンピリ

エドウィン・Ｓ・シュナイドマン（英語: Edwin S. Shneidman、1918年5月13日 - 2009年5月15日）は、アメリカ合衆国の臨床心理学者で自殺研究者、そして死生学(Thanatology)研究者である。1958年にノーマン・ファーベローとロバート・リットマンと共に、彼はロサンゼルス自殺予防センターを設立した。そこでは、彼は自殺の研究と死を防ぐための危機センターと治療法の開発に尽力した。
1968年、シュナイドマンはアメリカ自殺学会を設立し、自殺研究のための中心となるような研究誌「自殺と生命を脅かす行動」(Suicide and Life Threatening Behavior)をスタートさせた。1970年に、彼はカリフォルニア大学で死生学の教授に就任し、数十年間教鞭をとった。彼は自殺とその予防に関する20冊の本を執筆、刊行している。

## 子ども時代と教育
シュナイドマンは、1918年ペンシルベニア州のヨークで、ロシア系ユダヤ人の子として生まれた。父親は商人でデパートももっていた。子ども時代は地元にある公立の小中学校に通った。彼はカリフォルニア大学(UCLA) ロサンゼルス校に進み、学部大学院とそこで学び、1940年に心理学の修士号を取得した。彼の学業は、第二次世界大戦で中断され、彼は陸軍に入隊した。 
その後、彼は学校に戻り、南カリフォルニア大学 (USC)で臨床心理学の学位を取得した。
インターンとして彼は統合失調症を研究した。場所は、カリフォルニア州のブレントウッド退役軍人病院である。彼は統合失調の原因を環境的なものと考えていた。
 
 彼は無神論者だった。

## 経歴
1940年代後半、シュナイドマンはブレントウッドの退役軍人病院で働いている間に自殺の問題と謎に興味を持つようになった。ある症例を理解するのに没頭し、彼は自殺記録と動機について多くの研究を行った。彼はそのような研究で使用する多くの用語の使い方に規則を定めた：彼の研究者の同僚ノーマン・ファーベローが彼、特に彼のタナトロジー(自殺学)や検死精神的痛み、そしての自殺未遂のケース (notes collected from non-suicidal subjects and compared with writings in a 1957 study)について新しい用語を生み出してきた能力について書いているように：「彼は私が今までに知った中で最も頭が良くて、鋭敏で、最も知的才能のある人の一人です」。（非自殺被験者についてのメモと、1957年の某研究の文章とを対比してまとめたもの。) 
1958年にノーマン・ファーベローとロバート・リットマンと共に、彼はロサンゼルス自殺予防センターを設立した。
精神分析家のリットマンが、所長を勤めた。自殺がまだほとんど研究対象となっておらず、まだそうした議論も避けられていたような時代に、彼らはその開拓者となった。 シュナイドマンが、アメリカ国立衛生研究所(NIH)から研究プロジェクトのための基金を獲得して彼らを支えた。1966年、シュナイドマンはNIHで自殺予防センターを各地に設立するための国家プロジェクトベセスダ自殺予防センター所長として働き始め、当初数カ所しかなかったものを、3年間で40の州で100ヵ所にまで拡大した。 その後は、ハーバード大学、ベールシェヴァのネゲフ・ベン・グリオン大学の客員教授、ストックホルムのカロリンスカ研究所の客員研究員、スタンフォード大学行動科学高等研究所のフェロー等を歴任。
1968年には、シュナイドマンはアメリカ自殺学会とその隔月刊の機関誌「自殺と生命を脅かす行動」(Suicide and Life Threatening Behavior)を発刊した。（2011年の現在の編集長を勤めているのは、Michelle Linn-Gustである。）
医療に対する考え方の変化にのため、国家プロジェクトは終了し、自殺予防センターの資金は減少するに至った。ロサンゼルス自殺予防センターは、ディディ・ハーシュ・コミュニティメンタルヘルスセンターのプログラムと統合させられることになった。最近では、自殺に関係するうつ病や双極性障害に苦しむ人々の治療は、主に生物学的モデルと向精神薬の与薬に依存している。
1970年に、彼はカリフォルニア州立大学(UCLA)医学部の最初の死生学の教授の就任し、1988年まで教鞭をとった。のち名誉教授。彼は生涯を通して執筆を続け、他の心理学者を指導し続けた。

## 結婚と家族
シュナイドマンはジャンヌと結婚、彼らは４人の息子もデヴィット・ウィリアム、ジョナサン・アーロン、ポール・サミュエル、ロバート・ジェイムズを得ている。彼は2009年5月15日にカリフォルニア州ロサンゼルスで91歳で亡くなった。 

## 遺産と栄誉
- 1973年 アメリカ自殺学会は、彼の何にちなんだ賞を40歳以下で自殺研究に多大の功績のあった研究者に受賞することを発表した。
- 1987年 彼はアメリカ心理学会から社会貢献賞(Award for Distinguished Contributions to Public Service)を受賞した。[2]
- 2005年 ウィスコンシン州のメリアン大学は彼に名誉博士号を授与し、彼にちなんで名付けられた死生学の講義を設けた。
- 2007年 彼はディディ・ハーシュ・コミュニティサービスセンターからスティグマ・リーダーシップ賞を受賞した。

## 著作
- Clues to Suicide (ノーマン・ファーベローと共著) (1957)
- Cry for Help (with Farberow) (1961)
- Essays in Self Destruction (1967)
- The Psychology of Suicide: A Clinician's Guide to Evaluation and Treatment (ロバート・E・リットマンと共著) (1970)
- Death and the College Student: A Collection of Brief Essays on Death and Suicide by Harvard Youth (1973) - ハーバード大学の学生たちによる死と自殺に関する簡単なエッセイ集。
- Deaths of Man (1973)(邦訳『死にゆく時―そして残されるもの』誠信書房、1980年), - 1973年度米国出版賞(科学部門)にノミネートされた。
- Suicidology: Contemporary Developments (1976)
- Voices of Death (1980)(邦訳『死の声』(誠信書房、1983年)
- Suicide Thoughts and Reflections, 1960–1980 (1981)
- Death: Current Perspectives (1984)
- The Definition of Suicide (1985)(邦訳『自殺とはなにか』誠信書房　1993年)
- Suicide as Psychache: A Clinical Approach to Self-Destructive Behavior (1993) (邦訳『シュナイドマンの自殺学―自己破壊行動に対する臨床的アプローチ』金剛出版　2005年) - 本書では、シュナイドマンは、「精神痛み」(psychache)という用語を提案している。これは、以前は成功していた手段では軽減できない激しい感情的および心理的痛みが最終的に耐え難くなり、それが自殺の主な動機となっているケースである。

- The Suicidal Mind (1998)(邦訳『自殺者のこころ―そして生きのびる道 』誠信書房　2001年)  - シュナイドマンは３つの自殺の企てを調査している。そのうちの一つは、成功したのだが、それを成功したと呼ぶべきなのだろうか。自殺の企てに対してはあまりに不適切ではないのか。その企ての余波や未遂のその後について報告する。付録で、患者の一人のアンケートによる精神的痛みの諸レベルについて紹介している。
- Lives & Deaths: Selections from the Works of Edwin S. Shneidman (1999) Edited by Dr. Antoon A. Leenaars.
- Comprehending Suicide: Landmarks in 20th-Century Suicidology (2001) Editor& nbsp;— A compilation of previously published articles on the topic of suicide, starting with Le suicide by Émile Durkheim—one of Shneidman's heroes.
- Autopsy of a Suicidal Mind (2004)(『アーサーはなぜ自殺したのか誠信書房　2005年』) - 33歳で自殺した有能な弁護士であり、医師でもあったアーサーの死をめぐって家族や恋人にインタビューする。さらに、心理療法家、心理学者、社会学者の参加で自殺は防ぐことができたのかを探求する。
- with David A. Jobes, Managing Suicidal Risk: A Collaborative Approach (2006)
- A Commonsense Book of Death: Reflections at Ninety of a Lifelong Thanatologist (2008)  - 自伝的な回顧録。